# Hofpoort (kantoortoren)

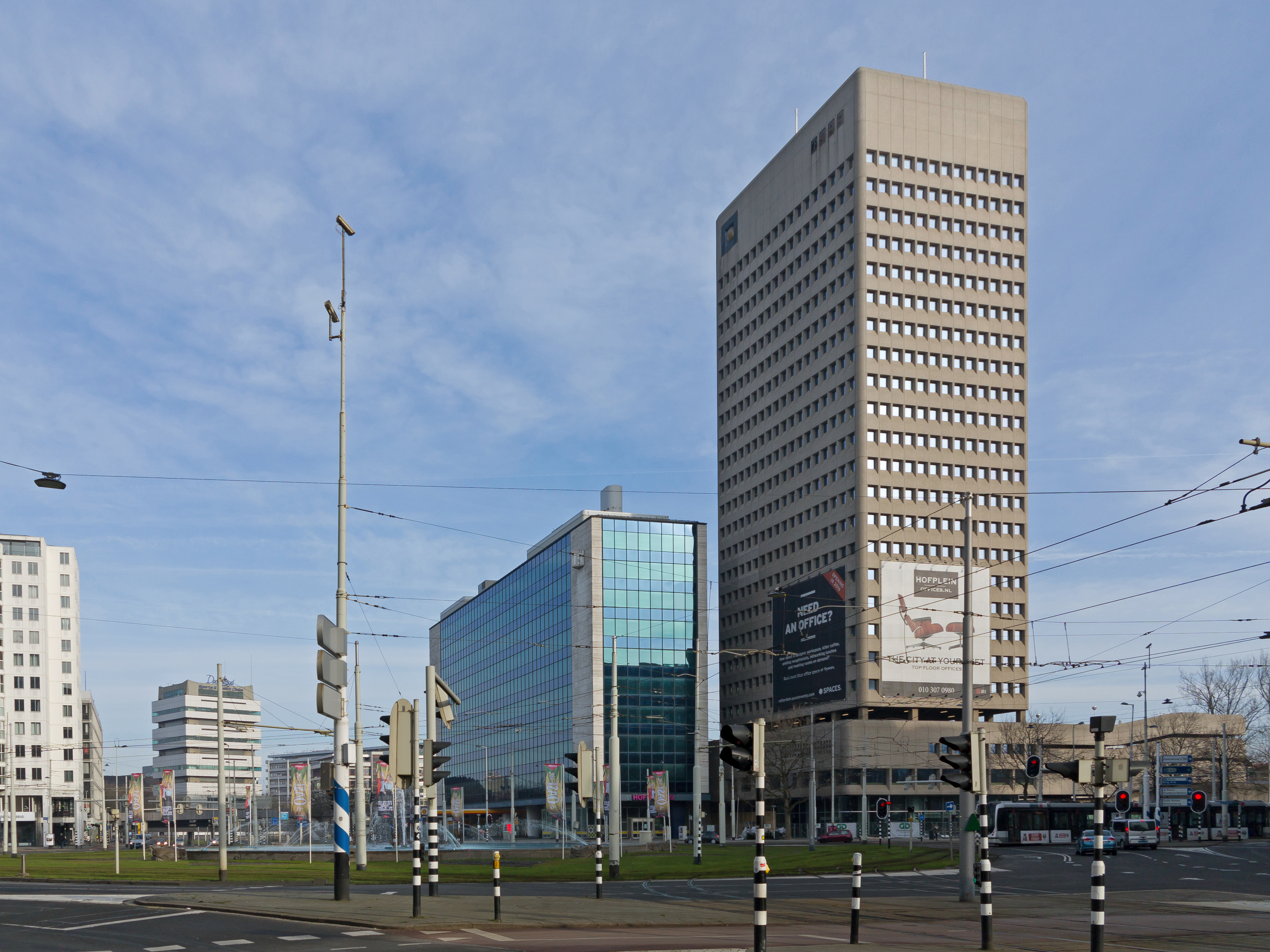
Het Shellgebouw op het Hofplein

De Hofpoort is een 95 meter hoog kantoorcomplex aan het Hofplein in de Nederlandse stad Rotterdam. Het werd gebouwd voor de Shell naast een eerder gebouw voor die maatschappij en stond daarom eerst bekend als Shellgebouw II. Na het vertrek van Shell uit beide gebouwen in de jaren negentig stond het gebouw lange tijd leeg. In 2015-2016 werd het gerenoveerd en kreeg het de naam Hofpoort, naar een van de tien stadspoorten in het 16e-eeuwse Rotterdam. Ongeveer de helft van het gebouw is sinds 2015 verhuurd aan de kantoorketen Spaces. Het Rotterdamse architectenbureau Ector Hoogstad bezet inmiddels de bovenste etages.

## Geschiedenis

### Shellgebouw I

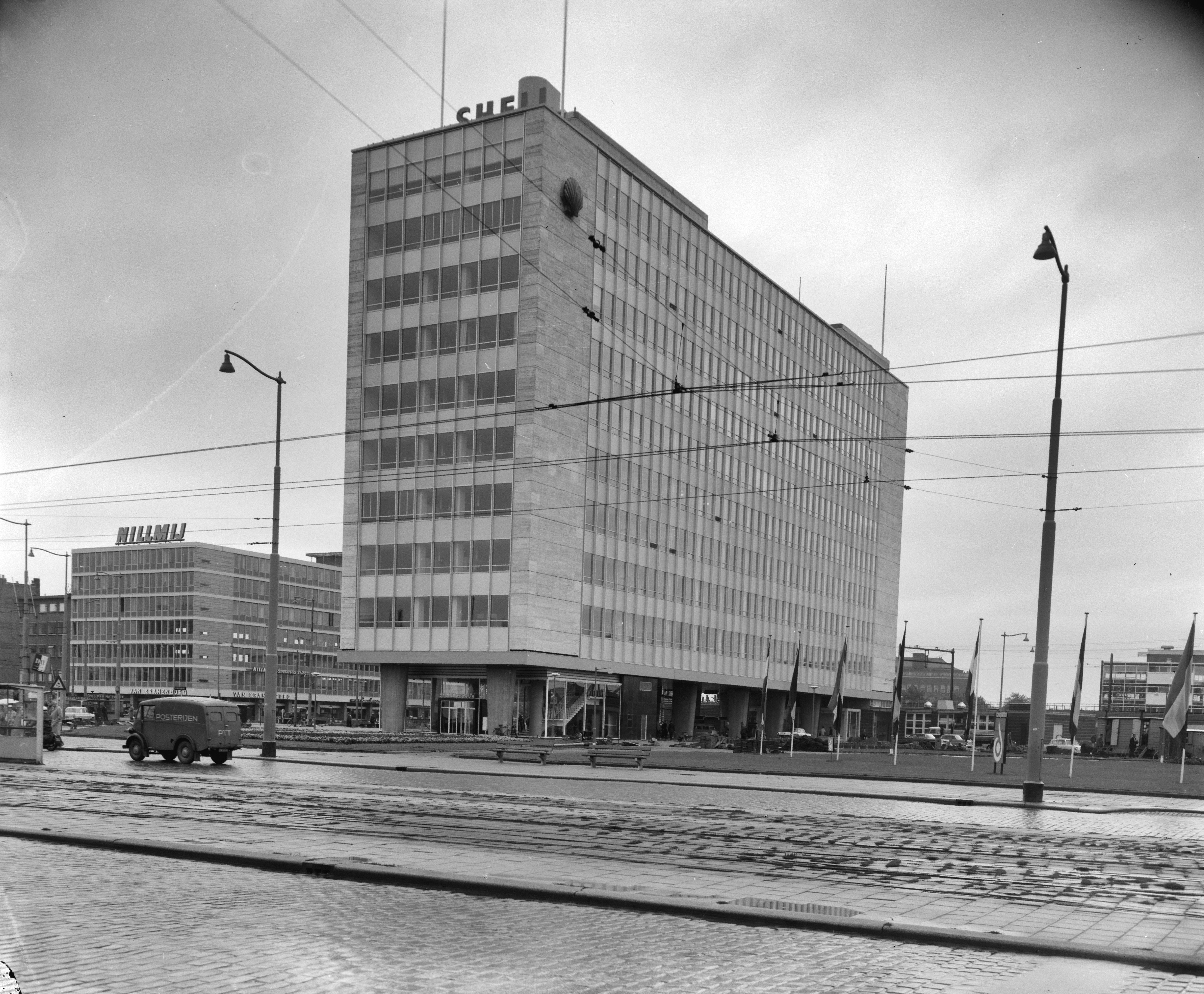
Shellgebouw I kort na oplevering in 1960. Achterzijde, vanaf Pompenburg.

In de periode 1956-1960 werd naar een ontwerp van architect C.A. (Kees) Abspoel (1899-1970) Shellgebouw I gebouwd aan het Hofplein. Oorspronkelijk omvatte het plan vijf verdiepingen, maar vanwege het snel toenemende aantal gebruikers werd het ontwerp uitgebreid tot negen verdiepingen. Het kantoorgedeelte kwam volledig op vrijstaande betonnen kolommen te staan, waardoor een verbinding tussen Rotterdam Centraal en Station Hofplein bleef bestaan. Onder het kantoorgebouw kwam een benzinestation van Shell.
Het gebouw werd in 1989 gerenoveerd, waarbij de gevel werd voorzien van 'trendy' blauw spiegelend glas. In 2018 werd deze opnieuw vervangen, deze keer door een transparante glazen gevel naar ontwerp van ZZDP Architecten.

### Shellgebouw II
In 1973-1976 werd aangrenzend Shellgebouw II gebouwd, hoogbouw met een gevel van prefabbeton, in brutalistische stijl, naar een ontwerp van architect Piet Zanstra (1905-2003). Opdrachtgever was het Shell Pensioenfonds, die het verhuurde aan Shell. Het gebouw werd ook voorzien van een parkeergarage voor 306 auto’s. Bij de oplevering in 1976 was er veel kritiek. Zo noemde PvdA-wethouder Hans Mentink het ‘de laatste erectie van het grootkapitaal’. Hij vaardigde een bouwstop uit in het centrum van Rotterdam, maar dat duurde niet lang. Ook internationaal architect Kenneth Frampton bekritiseerde het pand scherp in 1979, tijdens het Keurmeestersproject van de Rotterdamse Kunststichting.
Het gebouw kan inmiddels worden gezien als het begin van de verdichting van het centrum van Rotterdam door middel van hoogbouw.
De schelp in de gevel van de kantoortoren werd in 2001 vervangen door een opvallende messing bol in een zwart kader: De parel, een kunstwerk van Marc Ruygrok. In 2018 werd een nieuwe digitale klok geplaatst; de oude was al ruim een jaar defect.